# 1928 en Italie
Chronologie de l'Italie
- 1924
- 1925
- 1926
- 1927
- 1928
- 1929
- 1930
- 1931
- 1932

Cette page concerne l'année 1928 du calendrier grégorien.

## Événements
- 28 mars-30 avril : ouverture à Rome de la 1re exposition d'architecture rationnelle organisée par le Gruppo 7[1].

- 9 avril : dissolution des organisations catholiques de la jeunesse. L’État et les organisations fascistes s’assurent le monopole de l’enseignement[2].
- 12 avril : attentat contre le roi d'Italie Victor-Emmanuel III à l'inauguration de la Foire de Milan ; une bombe explose faisant 15 morts et 40 blessés[3].
- 17 mai : une loi institue l’Azienda Autonoma Statale delle Strade, chargée de la construction des autoroutes.
- 23 mai : le dirigeable Italia atteint le pôle Nord, avec à son bord le chef de l'expédition Umberto Nobile. Il s'écrase sur la banquise le lendemain[4].
- 28 mai : condamnation de 37 dirigeants communistes, parmi lesquels Antonio Gramsci et Umberto Terracini.

- 21 juin : entrée en vigueur des nouveaux statuts de la Banque d'Italie ; un poste de gouverneur est créé et attribué à Bonaldo Stringher le 8 juillet[5].
- 12 juillet : inauguration du Monument de la victoire de Bolzano par le roi Victor-Emmanuel III[6].

- 2 août, Addis-Abeba : signature d’un traité d’amitié, de conciliation et d’arbitrage entre l’Italie et l’Éthiopie[7].

- 2 septembre : nouvelle réforme électorale. Le Grand Conseil du fascisme établit une liste choisissant les candidats parmi ceux proposés par les syndicats et les différentes associations ayant une importance nationale. Les électeurs sont appelés à se prononcer sans pouvoir apporter à la liste aucune modification.

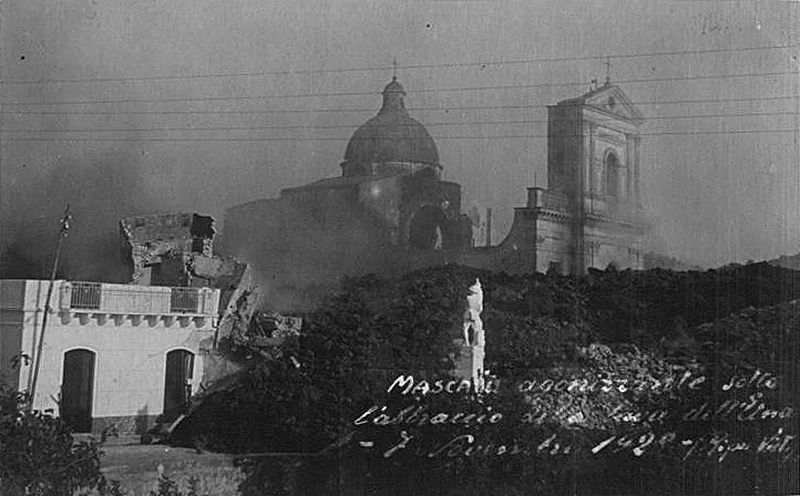
Destruction de Mascali

- 6-7 novembre : le bourg de Mascali est détruit par une coulée de lave lors de l'éruption de l'Etna[8].

- 9 décembre : le  Grand Conseil du fascisme devient « l’organe suprême qui coordonne toutes les activités du régime » sous la direction du chef du gouvernement[9]. Il est chargé de présenter au souverain une liste de candidats à la présidence du Conseil en cas de vacance du poste.
- 24 décembre : loi sur les assèchements. Lancement du projet de bonification intégrale (Bonifica Integrale), plan de développement national agricole afin de diminuer la dépendance extérieure de l'Italie et favoriser les exportations[10]. Le plan destiné à réduire les friches, doit favoriser la redistribution de terre vers les petits paysans par des subventions et des crédits : 6 milliards de lires seront affectés au projet, avec des succès mitigés. La Maremme toscane, les marais Pontins, la basse plaine du Pô sont mis en valeur et aménagés.

- Série de fusions industrielles : en 1928 et 1929, 207 fusions concernent 516 sociétés ayant un capital total de 8,5 milliards de lires[11].

## Culture
- Prix Bagutta : Giovanni Comisso, Gente di mare.

### Cinéma
- Kiff Tebbi, film de Mario Camerini

## Naissances en 1928
- 2 janvier : Alberto Zedda, chef d'orchestre. († 6 mars 2017)
- 6 janvier : Carlo Pedretti, historien de l'art. († 5 janvier 2018)
- 26 avril : Marcello Cresti (it), physicien et universitaire, ancien recteur de l'Université de Padoue. († 2 janvier 2020)
- 22 mai : Giulio Chierchini, auteur de bande dessinée. († 18 août 2019)
- 6 juin : Elio Sgreccia, cardinal. († 5 juin 2019)
- 18 août : Luciano De Crescenzo, écrivain, réalisateur, scénariste et acteur. († 18 juillet 2019)
- 30 août : Franco Fraticelli, monteur. († 26 avril 2012
- 20 septembre : Emilio Caprile, footballeur international des années 1940 et 1950. († 5 mars 2020)
- 29 septembre : Mario Chianese (it), peintre et graveur. († 2 août 2020)
- 1er octobre : Ardico Magnini, footballeur, champion d'Italie en 1956 avec la Fiorentina. († 3 juillet 2020)
- 26 octobre : Gianni Minervini, producteur de cinéma et de télévision.  († 4 février 2020)
- 10 novembre : Ennio Morricone, compositeur et chef d'orchestre. († 6 juillet 2020)
- 3 décembre : Carlo Giuffré, acteur. († 1er novembre 2018)

## Décès en 1928
- 3 février : Vittorio Ecclesia, 80 ans, photographe, actif à Turin. (° 11 février 1847)
- 17 juillet : Giovanni Giolitti, 85 ans, homme politique, Président du Conseil à cinq reprises entre 1892 et 1921. (° 27 octobre 1842)
- 26 juillet : Giovanni Battista Carpanetto, peintre et dessinateur d'affiches publicitaires. (° 30 septembre 1863)
- 24 décembre : Alberto Della Valle, 77 ans, dessinateur, illustrateur et photographe. (° 3 avril 1851)